# Saluti dal lago di Mandelbrot
Saluti dal lago di Mandelbrot è una raccolta di racconti di fantascienza dello scrittore italiano Franco Ricciardiello, pubblicata nel 1998 in formato elettronico dalla casa editrice milanese Delos Books.

## Contenuti
Comprende una serie di testi pubblicati su diverse riviste e fanzine tra il 1985 e il 1996 ed è divisa in due sezioni: una prima parte intitolata Ombre di imperi a venire con presentazione di Roberto Sturm e una breve introduzione dell'autore a ogni racconto; una seconda parte, Cronache dell'arabesco di pietra, con presentazione di Mirko Tavosanis e senza interventi dell'autore.

## Racconti

### Parte I – Ombre di imperi a venire

#### L'eterna estate sul fiordo
- Pubblicato originariamente sulla fanzine The dark side n. 3/85, 1985.

Una stirpe extraterrestre di aspetto femminile, le Silfidi, è giunta sulla Terra promettendo di risolvere il problema della nutrizione del mondo; chiuse in castelli dispersi sulla superficie del globo, difese da cupole impenetrabili, le Silfidi hanno “resuscitato un gran numero di personalità del passato”. In una cupola che ingloba un intero fiordo della Norvegia settentrionale, la Signora ha “resuscitato” Bob Dylan e George Orwell. La protagonista del racconto, che si chiama Corrina e crede di essere figlia della Signora, è decisa a difenderla dall'arrivo dei dullahan, un'altra razza extraterrestre che insegue le Silfidi in tutto l'universo per distruggerle.
Il racconto fu scritto nel giugno 1984, ed è il quarto pubblicato dall'autore in ordine di tempo. L'idea di un mondo popolato da personaggi “resuscitati” dal passato viene dalla lettura del ciclo del Mondo del Fiume di Philip J. Farmer. Lino Aldani lo selezionò in seguito per un'antologia di racconti di diversi autori destinata alla casa editrice Perseo Libri che però non fu mai pubblicata. Malgrado l'ispirazione proveniente da uno dei cicli della classica fantascienza avventurosa, la costruzione narrativa del racconto è fuori dai cliché convenzionali del genere.

#### Michela e la bomba al neutrone
- Pubblicato originariamente sulla fanzine THX 1138 n. 5/6, Bari, 1987. Premio Italia 1988 per il migliore racconto apparso su pubblicazione non professionale.

Durante un viaggio a Venezia, un uomo affonda il coltello nel cuore della moglie davanti a numerosi testimoni. La donna non muore, anzi si rende conto che lui ha scoperto la terribile verità che per anni gli ha nascosto. I due si erano conosciuti qualche anno prima al Carnevale di Venezia, e da quel momento l'uomo aveva iniziato a fare sogni incomprensibili che sembravano messaggi dell'inconscio. In questo modo si è accorto di essere l'unico sopravvissuto a una guerra catastrofica che ha cancellato dal pianeta la vita biologica; tutti gli altri, a partire da sua moglie, sono androidi.
Il titolo è tratto da un poema di Evgenij Evtušenko, Mamma e la bomba al neutrone, alcuni versi del quale sono citati nel testo. Il racconto, che non passò la selezione per i finalisti del II premio letterario Città di Montepulciano, era destinato a apparire sull'ultimo numero, che non fu mai pubblicato, della storica fanzine milanese TTM (The Time Machine); la versione presente nella raccolta è quella editata da Vittorio Catani per la fanzine barese THX1138 diretta insieme a Eugenio Ragone.

#### L'uomo del dieci di agosto
- Pubblicato originariamente sulla fanzine The dark side n. 2/87, 1987.

Tutti gli esseri umani che vivevano in Francia il 10 agosto 1792 si ritrovano, dopo la morte, resuscitati in una città chiusa tra due laghi e sottoposti al giudizio di un Tribunale: in ogni momento sono presenti 531.441 abitanti, tutti vestiti uguali e alloggiati nelle medesime case; ogni due giorni si presentano nella loro aula e dopo la sentenza vengono “inviati” in oggetti inanimati per fare posto a nuovi “imputati”. Maximilien Robespierre, ospitato in una casa che è in realtà il generale Dumouriez, dove ha a disposizione un telefono che è il suo ex compagno nel Comitato di salute pubblica, Saint-Just, viene interrogato da due giudici d'eccezione, Platone e Trockij, i quali gli impongono di emettere lui stesso il verdetto sul proprio ruolo nella rivoluzione francese.
Il titolo è tratto dal film Danton di Andrzej Wajda. Scritto nell'ottobre 1985, risente ancora dell'ispirazione del Mondo del Fiume di Farmer. Nel 1998 il racconto fu ripubblicato sull'antologia Futuri di guerra de “L’Espresso” che aveva come argomento “fantascienza e politica”.

Lo stretto legame tra personaggio e paesaggio, presente in molti racconti di questa raccolta, qui viene portato fino all'estremo, alla coincidenza uomo/ambiente, con il trasferimento totale delle personalità in quelli che l'autore definisce “oggetti d'invio”. Il dilemma di Robespierre delinea un mondo conoscibile più per empatia che per analisi razionale, dal momento che una paradigmaticità sincronica sembra prevalere sui rapporti di causa/effetto, punti cardine del pensiero scientifico.

#### Archeologia
- Pubblicato originariamente sulla rivista Futuro Europa n. 5, 1990.

Quattro coppie di amici si ritrovano in un ex convento per praticare una “commutazione”, la personalità di ognuno sarà provvisoriamente “travasata” nel corpo di un altro: un gioco per combattere la noia di una vita diventata pressoché eterna, una specie di legalizzazione di fatto dello scambio di partner. Nessuno sa in quale identità abbia commutato il partner, ma il protagonista Finn si ritrova con sgomento nel corpo di una donna, possibilità che a sua memoria non si è mai verificata. Il gioco si fa pericoloso perché durante l'ultima “commutazione” alcuni anni prima il precedente marito della sua attuale moglie era stato assassinato. La storia si trasforma in un giallo, Finn deve scoprire chi fra gli altri partecipanti ha ucciso, perché potrebbe ancora tentare di uccidere lui.
È il testo più lungo della racconta, raggiungendo le dimensioni del romanzo breve, e come tale sarà ripubblicato (in una versione leggermente riveduta) nel 2011 dalla casa editrice Kipple Officina Libraria. Scritto tra settembre e novembre 1987,, terzo classificato al Premio Italia 1991, fu selezionato per la rivista rilegata di fantascienza Futuro Europa diretta da Ugo Malaguti e Lino Aldani. Il titolo è ispirato all'omonima canzone di Roberto Vecchioni sull'album Saldi di fine stagione.

#### Con gli occhi di Lavrentij
- Pubblicato originariamente sulla fanzine Diesel serie Extra n. 10, Sarre (AO), 1994.

È in corso una devastante guerra tra due nazioni tecnologicamente avanzatissime: i Panthergrupper dei Reiters assediano da 79 giorni la capitale di un immenso paese governato da un Partito unico che si incarna nella persona di Papa Fëdor, ostinato a non abbandonare il cuore del paese malgrado l'avvicinarsi del fronte. I Reiters vogliono annientare la popolazione per dare il via alla colonizzazione del territorio. Il giovane Vladimir telecomanda a distanza uno degli elicotteri che si scontrano nella pianura contro gli invasori, ma chiede di essere trasferito alla fanteria robotizzata perché sua sorella Nadja, che combatte nello stesso stormo, è molto più brava di lui.
I due sono i nipoti veri dell'uomo che tutto il paese chiama Zio Lavrentij, braccio destro di Papa Fëdor, ma al tempo stesso sentono in fascino di Soyuz Druzijei, la misteriosa opposizione interna secondo la quale Stavka, il colossale software che coordina la difesa, potrebbe crollare e lasciare le armate in balia dei Reiters. Per evitarne la distruzione fisica, la direzione strategica del Partito ha perciò deciso di trasferire Stavka all'interno della Rete mondiale di telecomunicazioni. Dopo un tentativo di colpo di stato, diventa difficile capire se a comandare è ancora il Partito oppure Soyuz Druzijei.
Il racconto è stato scritto nel dicembre 1993. Si classificò secondo al Premio Italia 1995.

#### Ombre di imperi a venire
- Pubblicato originariamente sulla fanzine Diesel serie Extra n. 11, Sarre (AO), 1995.

In un'Inghilterra futura sconvolta da tensioni sociali e politiche, un'organizzazione segreta è incaricata di monitorare la prevista collisione del nostro universo con un universo di antimateria battezzato l'Impero del Male, che viaggia a ritroso nel tempo, dal futuro verso il presente. Tra una quantità infinita di dati, si cercano Eventi che ritardino il momento dell'inevitabile impatto che distruggerà entrambe le realtà.
La mente degli uomini e delle donne del futuro subisce la colonizzazione culturale dei grandi trust economici attraverso il network di comunicazione. Mentre visiona Eventi in grado di contrastare la collisione, la protagonista Joyce Harrington vede se stessa impegnata in un rapporto sessuale con un uomo che non riconosce. Questa premonizione occupa tutti i suoi pensieri, e si coniuga con il timore che qualcuno nell'altro universo, nell'Impero, sia in grado di contrastare l'azione dell'organizzazione: infatti due incidenti mortali dall'origine sospetta colpiscono l'équipe del Ministero.
Il racconto apparve su un'antologia intitolata Caffeina science-fiction curata da Ricciardiello e da Alberto Henriet, direttore della fanzine Diesel, con l'intenzione di rappresentare una racconta di fantascienza “estrema”, d'avanguardia. Il testo contiene citazioni e riferimenti a Joe Strummer, leader della band Clash, e al filosofo canadese Arthur Kroker. L'autore dichiara esplicitamente di avere ricercato uno stile che evitasse di mostrare i sentimenti dei personaggi, in modo che ciò che pensano e provano appaia unicamente dalle loro azioni. Questo stile di scrittura sarà poi rielaborato nel romanzo Ai margini del caos (1998) Il racconto sarà selezionato da Valerio Evangelisti per l'antologia di fantascienza italiana Fragments d'un miroir brisé pubblicata per il mercato francese.

#### Torino
- Pubblicato originariamente sull'antologia Fantasia a cura di Franco Forte, Raccolta Millelire, Stampa Alternativa, 1995.

In un anno 1964 alternativo, l'Italia fascista invade a tradimento la Svizzera, provocando la reazione non solo degli Stati confinanti, ma anche delle superpotenze mondiali che in questo mondo ucronico sono i paesi arabi. Le città italiane vengono bombardate a tappeto e le zone di confine parzialmente occupate, il fascismo crolla perché scoppia la rivoluzione.
Il protagonista Bertinetti è a capo di un'unità militare del partito comunista che viene precettata per consegnare il presidente del consiglio Galeazzo Ciano, caduto nelle mani degli insorti, all'esercito d'occupazione francese. Bertinetti però si è assunto un altro impegno: aiutare un gerarca fascista, marito della donna di cui è innamorato, a allontanarsi clandestinamente da Torino perché rischia di essere giustiziato.
(Franco Ricciardiello)
L'autore spiegò in un intervento sulla fanzine Intercom il concetto che definì “veicolazione di informazione compressa” elaborato a proposito di questo racconto, in base al quale il lettore riceverebbe dal testo letterario più informazioni di quelle contenute esplicitamente, a patto che i due condividano un terreno di riferimento comune, che sembra funzionare come i termini di una metafora. La situazione implicita cui fa riferimento il racconto Torino è la prima guerra del Golfo nel 1991, secondo queste coppie di termini:

1966 ucronico=1991 reale
Benito Mussolini = Saddam Hussein
Invasione della Svizzera = Invasione del Kuwait
 Intervento militare egiziano = Intervento militare SA
“Coventrizzazione” di Torino = Bombardamento di Baghdad
Occupazione francese intorno a Torino = Occupazione siriana di lembi di Iraq
Insurrezione comunista = Insurrezione curda e sciita.
Il racconto si classificò secondo al Premio Italia 1996 per la categoria miglior racconto su pubblicazione professionale.

#### Saluti dal lago di Mandelbrot
- Pubblicato originariamente sull'antologia Cyberpunk a cura di Franco Forte, Raccolta Millelire, Stampa Alternativa, 1996.

Il protagonista Matthei, preoccupato del mancato miglioramento della moglie Carmen a seguito di una cura dermatologica, si fa aiutare dall'hacker di un centro sociale a violare la sua cartella medica; nel file però trova non solo una mappatura digitale del corpo di Carmen, ma anche un messaggio codificato con un criterio steganografico. Nel corso di una lunga notte trascorsa in giro per le strade di Napoli, Matthei sopravvive a cariche della polizia, party alcolici su una nave all'ancora, assalti in elicottero a un laboratorio hacker di Ischia, inseguimenti in motoscafo sull'acqua del Golfo, per accorgersi di avere calpestato il pericoloso vespaio del Ministero del Benessere. Intanto, la voce malinconica di Maria Primula Rossi scandisce il ritmo della notte d'estate da un'emittente pirata della Rete.
Ricciardiello confessa una “infatuazione per i frattali” alimentata con il software Fractint versione 10.0:

#### Frammenti degli occhi di Tiberio
- Pubblicato originariamente sulla fanzine Terminus n. 3, Palermo 1996.

Arduino Marchetti, che lavora come guida professionista  (illegale) durante viaggi nel tempo, accompagna nel 133 a.e.V. Una giovane di nome Terenzia, per la quale il padre desidera un'educazione classica. Al termine della terza guerra punica, Roma è sconvolta dal tentativo di riforma agraria dei Gracchi, che tramite l'approvazione della Lex Sempronia  vorrebbero l'assegnazione gratuita delle terre demaniali ai nullatenenti. Arduino e Terenzia partecipano alle votazioni con identità fittizie.
Nel corso di un immenso banchetto, Terenzia conosce personalmente Tiberio Sempronio Gracco, il capo della parte popolare, e ne subisce il fascino. Sfuggita al controllo di Arduino, la ragazza avvicina Tiberio, con il rischio di procurare alterazioni nella realtà temporale. Tiberio incontra l'opposizione dei proprietari che hanno occupato nel tempo le terre, disposti a tutto pur di fare fallire la riforma agraria.
Il racconto nella sua prima pubblicazione incorporava testi estrapolati da una lettera di Emiliano Farinella, redattore della rivista Terminus che effettuò l'editing per la pubblicazione: di una lunga critica alla teoria dei viaggi nel tempo sottintesa nel racconto, della quale Ricciardiello volle incorporare nel testo alcuni interventi di qualche decina di righe l'uno. Queste note interne furono abolite per l'edizione Delos, secondo l'autore “molti lettori le saltavano, mentre secondo chi le leggeva spezzavano troppo la vicenda.”

### Parte II – Cronache dell'arabesco di pietra
I racconti della seconda parte, dotati di una coerente serie tematica interna, costituiscono una raccolta nella raccolta, dal momento che sono attraversati da un filo conduttore unico, un nucleo di immagini compatto e profondamente sentito, cioè l'ambientazione in Spagna.

#### Tutti i miti dell'Ebro
- Pubblicato originariamente in  Premio Letterario Città di Montepulciano, Sarteano (SI), Edizioni Luì, 1986.

Scritto nel gennaio 1986, il racconto è ambientato a Córdoba.

#### Rive de Duero
- Pubblicato originariamente sulla fanzine Algenib, Roma 1988.

Scritto nel maggio 1986, il racconto è ambientato nei pressi della città di Soria.

#### Non giurammo fedeltà ad alcun Re
- Pubblicato originariamente nella rivista Ucronia, n. 3, San Giuliano Milanese, 1988.

Scritto nel luglio 1986, il racconto è ambientato nella città andalusa di Ronda.

#### Cronache dell'arabesco di pietra
- Pubblicato originariamente nella fanzine Follow my Dream n. 3, Ancona, 1989.

Scritto nell’ottobre 1986, il racconto è ambientato nella città di Toledo.

#### Verrà il tempo della cenere
- Pubblicato originariamente sulla fanzine Baliset n. 3, Torre d’Isola (PV), 1993.

Scritto tra giugno e luglio 1987,, ambientato a Granada.

#### Effetto notte
- Pubblicato originariamente sulla fanzine Intercom n. 126/127, Terni, 1992.

Scritto tra gennaio e febbraio 1988, ambientato a Barcellona.

## Analisi critica
La raccolta di racconti fu pubblicata da Delos Books dopo la vincita di Franco Ricciardiello al premio Urania 1998 con il romanzo Ai margini del caos.
I racconti selezionati sono apparsi in diverse pubblicazioni lungo un arco di 12 anni, tra il 1985 e il 1996, mostrando una serie di tematiche di stampo umanistico che mutano verso atmosfere più tecnologiche e uno stile volutamente freddo e asettico.
Nei primi testi, il fulcro della narrazione ruota intorno al novum, all'idea fantastica, per evolversi in seguito in un approfondimento della psicologia dei personaggi e nella cura del dettaglio narrativo. Mantenendo ferma l'appartenenza al genere fantascienza, Franco Ricciardiello deve fare i conti con una tendenza a invischiarsi comunque in un reale che tende a rivestirsi di una dimensione storica. Costante rimane infatti l'aspetto politico-ideologico in un panorama italiano restio a affrontare temi impegnati, che se nei racconti degli esordi suona retorico, rivela un autore fortemente coinvolto nella materia dei suoi testi che parte da posizioni politiche di sinistra.
Questi racconti si distaccano dagli stereotipi della fantascienza italiana, spesso impegnata a rimasticare in uno stile colto, letterario, trame e sfondi ormai logori. Lo svolgimento del plot organizzato su forti stacchi narrativi, soprattutto con l'avvicinarsi del finale, rappresenta talvolta un elemento di disturbo, come pure l'inserimento di digressioni storiche e persino in qualche caso (Non giurammo fedeltà ad alcun Re) esplicite conclusioni moraleggianti.
Il tempo narrativo nei racconti di Franco Ricciardiello non si presenta come un movimento unidirezionale e continuo, bensì come una serie di “fette” sovrapposte, o meglio una contigua all’altra: è possibile passare da una all’altra, ma al loro interno il tempo non scorre, si ripete immutabile. Il tempo non viene in qualche maniera “superato” dall'uomo, che al contrario ne è strettamente imprigionato grazie all'immersione nella Storia: un rigido determinismo in base al quale, dopo la creazione dell'ambientazione, nella può mutare, tranne il separarsi di sezioni si immobilità temporale, talvolta narrativa.

## Edizioni
- Franco Ricciardiello, Saluti dal lago di Mandelbrot, Delos Books n. 3, Delos Books, 1998,  pp. 216 (versione pdf).
- La prima parte dell'antologia è stata pubblicata in volume singolo:  Franco Ricciardiello, Ombre di imperi a venire, FNR, 2014,  pp. 280, ASIN B00RR5PFGA.